# Triepeolus rugulosus
Triepeolus rugulosus är en biart som först beskrevs av Cockerell 1917.  Triepeolus rugulosus ingår i släktet Triepeolus och familjen långtungebin. Inga underarter finns listade i Catalogue of Life.